# Burke and Hare
Burke & Hare és una comèdia negra lleugerament basada en els assassinats de Burke i Hare. Dirigida per John Landis, la pel·lícula és protagonitzada per Simon Pegg i Andy Serkis, que interpreten William Burke i William Hare, respectivament. Es tractà de la primera pel·Lícula de Landis en 12 anys, essent l'anterior El pla de la Susan (Susan's Plan) de John Landis, estrenada el 1998. La pel·lícula es va estrenar, al Regne Unit, el 29 d'octubre de 2010.

## Repartiment
- Simon Pegg - William Burke
- Andy Serkis - William Hare
- Isla Fisher - Ginny Hawkins
- Tom Wilkinson - Dr Robert Knox
- Tim Curry - Prof. Alexander Monro
- Jessica Hynes - Lucky
- Bill Bailey - Angus el botxí
- Hugh Bonneville - Lord Harrington
- Allan Corduner - Joseph Nicephore Niepce
- Simon Farnaby - William Wordsworth
- David Hayman - Danny McTavish
- David Schofield - Fergus
- Ronnie Corbett - Capt. Tom McLintock
- Reece Shearsmith - Sergent McKenzie
- Christian Brassington - Charles
- Michael Smiley - Patterson
- Christopher Lee - Old Joseph
- Jenny Agutter - Lucy
- Georgia King - Emma
- John Woodvine - Lord Provost
- Steven Spiers - Porter de McMartin
- Stephen Merchant - Holyrood Footman
- Paul Whitehouse - Senyor borratxo
- Michael Winner - Passatger
- Ray Harryhausen - Doctor
- Seamus (Pastor irlandès) - Ell mateix